# Rudolph Bierwirth
Rudolph Bierwirth, avstralski general, * 30. januar 1899, † 27. november 1993.